# استونوال جکسون (موسیقی‌دان)
استونوال جکسون (انگلیسی: Stonewall Jackson؛ زادهٔ ۶ نوامبر ۱۹۳۲) یک موسیقی‌دان اهل ایالات متحده آمریکا است.